# Matthew Goss
Matthew Harley Goss (Launceston, 5 novembre 1986) è un ex ciclista su strada e pistard australiano.
Professionista dal 2007 al 2016, su strada vinse due tappe al Giro d'Italia e la Milano-Sanremo 2011, mentre su pista si aggiudicò un titolo mondiale nell'inseguimento a squadre.

## Carriera

### 2005-2006: i successi su pista e gli esordi su strada
Nativo della Tasmania, fino all'età di sedici anni praticò football australiano, lo sport nazionale del suo paese, ricoprendo il ruolo di rover. Solo in un secondo momento decise di dedicarsi al ciclismo, su consiglio dell'amico Wesley Sulzberger: iniziò così su pista, come molti suoi connazionali, la propria carriera nelle due ruote, specializzandosi soprattutto nell'inseguimento.
Nel febbraio del 2005, appena diciannovenne, si laureò campione australiano open nell'inseguimento a squadre con il quartetto tasmaniano; si aggiudicò poi, in marzo, anche la medaglia di bronzo – nella medesima specialità – ai campionati del mondo di Los Angeles. Dopo la vittoria ottenuta, sempre nell'inseguimento a squadre, nel novembre 2005 a Mosca in una prova di Coppa del mondo, all'inizio del 2006 Goss bissò il titolo nazionale a squadre; in aprile ottenne infine, in quartetto con Peter Dawson, Mark Jamieson e Stephen Wooldridge, la vittoria più importante, la medaglia d'oro nell'inseguimento ai campionati del mondo di Bordeaux.
Parallelamente ai successi su pista, Goss iniziò la carriera su strada. Nel 2006 entrò tra le file della Southaustralia.com-AIS, formazione patrocinata dall'Australian Institute of Sport, e si trasferì in Europa, precisamente a Castronno, in Italia – ove l'istituto ha base europea per quanto concerne il ciclismo – cominciando a partecipare alle maggiori competizioni dedicate agli Under-23. Già quell'anno conseguì numerosi risultati di rilievo, soprattutto in Italia, come testimoniano i successi nel Gran Premio Liberazione, in una tappa del Giro delle Regioni e in una del Giro d'Italia dilettanti, e i piazzamenti nella Coppa Città di Asti e nel Trofeo Città di Brescia, ma anche in Spagna, con due tappe vinte alla Vuelta a Navarra.

### 2007-2010: i primi anni da professionista
Passò professionista all'inizio del 2007 con il Team CSC, squadra danese diretta da Bjarne Riis. Al primo anno da pro vinse una tappa al Tour of Britain e l'Eindhoven Team Time Trial, cronosquadre inserita nel calendario UCI ProTour, e concluse secondo al Philadelphia International Championship e terzo alla Delta Profronde. L'anno dopo si ripeté con un successo al Tour of Britain, facendo inoltre sua una tappa allo Herald Sun Tour, in Australia; dimostrò comunque qualità anche in terreni più selettivi come il pavé, piazzandosi terzo nella Kuurne-Bruxelles-Kuurne, semi-classica belga.
Nel 2009, sempre tra le file della formazione di Riis, si confermò nelle gare del Nord: vinse infatti la Parigi-Bruxelles e due tappe del Tour de Wallonie, e chiuse al secondo posto in volata il Grand Prix de Denain e al terzo la prestigiosa Gand-Wevelgem. Nel 2010 si trasferì al Team HTC-Columbia. Il 16 maggio dello stesso anno vinse la nona tappa del Giro d'Italia, quella con arrivo a Cava de' Tirreni, superando Filippo Pozzato e Tyler Farrar. Il mese dopo fece suo il Philadelphia International Championship; poi, in agosto, vinse una tappa al Giro di Danimarca e, soprattutto, il Grand Prix de Ouest-France battendo in volata Tyler Farrar e Yoann Offredo.

### 2011: la vittoria alla Sanremo e l'argento mondiale

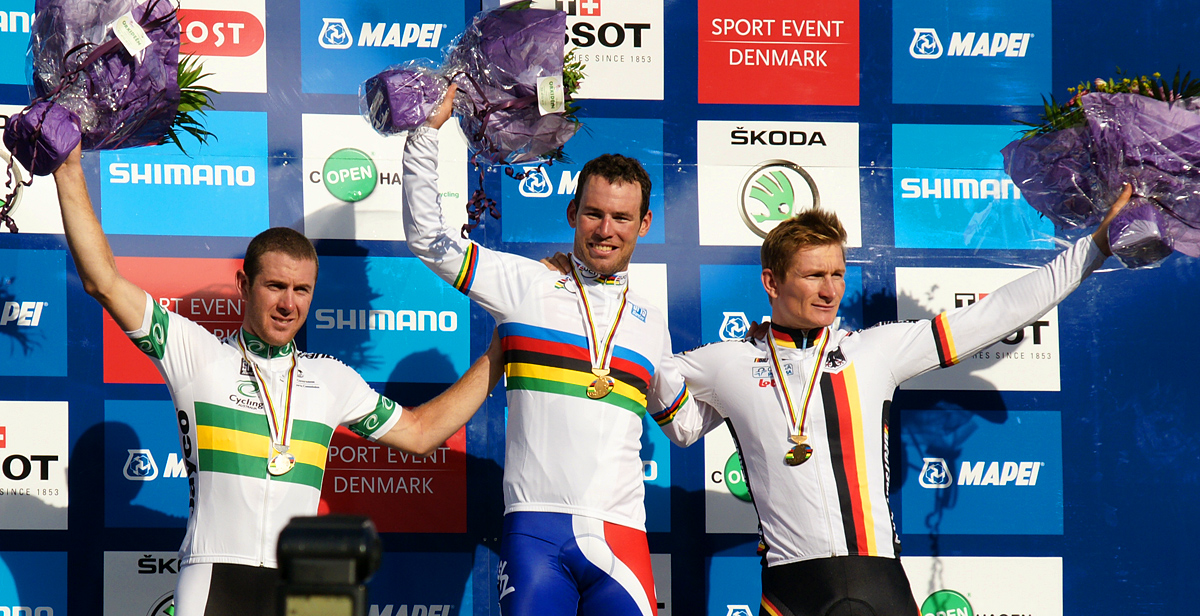
Matthew Goss con Mark Cavendish e André Greipel sul podio del mondiale 2011

Sempre sotto contratto con il Team HTC, iniziò la stagione 2011 in patria, vincendo due criterium della serie del Jayco Bay Cycling Classic. Ai campionati australiani su strada concluse secondo nella prova in linea, battuto da Jack Bobridge, prima di tornare al successo al Cancer Council Classic e nella prima tappa del Tour Down Under. In febbraio fece sua una tappa al Tour of Oman, mentre in marzo ottenne il successo in volata nella terza frazione della Parigi-Nizza, quella con arrivo a Nuits-Saint-Georges. Il 19 marzo si aggiudicò quindi la Milano-Sanremo, regolando allo sprint Fabian Cancellara, Philippe Gilbert e gli altri cinque attaccanti di giornata; divenne in tal modo il primo vincitore extraeuropeo della "Classicissima di primavera".
Tornò al successo dopo due mesi, in maggio, facendo sua una tappa del Tour of California. Dopo aver corso il Tour de France e, senza particolari risultati, la Vuelta a España, il 25 settembre 2011 Goss conquistò la medaglia d'argento nella prova in linea dei campionati del mondo su strada di Copenaghen: quel giorno unico a batterlo, nella volata che decise la corsa, fu il britannico Mark Cavendish. Al termine della stagione venne nominato terzo miglior giovane dell'anno dalla giuria del Vélo d'Or.

### Gli ultimi anni
Per la stagione 2012 si trasferì alla neonata formazione ProTour australiana Orica-GreenEDGE. Alla Tirreno-Adriatico vestì per due giorni la maglia di leader della classifica generale dopo aver tagliato per primo il traguardo della cronometro a squadre. In aprile ottenne quattro secondi posti di tappa al Giro di Turchia, mentre nel mese seguente corse al Giro d'Italia: qui, dopo il secondo posto nella tappa in linea di Herning, in Danimarca, ottenne la prima vittoria stagionale aggiudicandosi allo sprint la terza frazione a Horsens. L'anno dopo, ancora in maglia Orica, vinse allo sprint la tappa di Indicatore alla Tirreno-Adriatico e si piazzò terzo nella tappa di Margherita di Savoia al Giro d'Italia; al Tour de France 2013 contribuì inoltre al successo del suo team nella cronometro a squadre di Nizza.
Dopo un 2014 povero di risultati, eccetto un secondo posto di tappa allo Herald Sun Tour e un identico piazzamento di tappa alla Parigi-Nizza, nel 2015 si trasferì alla MTN-Qhubeka, squadra sudafricana rinominata in Dimension Data per il 2016. Nelle due stagioni con la formazione africana non ottenne successi, e per il 2016 si accasò presso la ONE Pro Cycling, squadra britannica Professional Continental. Anche nel 2016 non riuscì però a primeggiare, e nel settembre dello stesso anno annunciò il suo ritiro dal ciclismo professionistico, pur essendo solo ventinovenne, affermando di non avere più motivazioni come un tempo.

## Palmarès

### Strada
- 2005 (Under-23)

1ª tappa Tour of Japan Under-23
- 2006 (Under-23)

Gran Premio Liberazione
1ª tappa Giro delle Regioni
2ª tappa Vuelta a Navarra
3ª tappa Vuelta a Navarra
3ª tappa Baby Giro
- 2007 (Team CSC, una vittoria)

3ª tappa Tour of Britain
- 2008 (Team CSC, due vittorie)

2ª tappa Tour of Britain
1ª tappa Herald Sun Tour
- 2009 (Team CSC, tre vittorie)

3ª tappa Tour de Wallonie
5ª tappa Tour de Wallonie
Parigi-Bruxelles
- 2010 (Team HTC, quattro vittorie)

9ª tappa Giro d'Italia (Frosinone > Cava de' Tirreni)
Philadelphia International Championship
1ª tappa Post Danmark Rundt (Holstebro)
Grand Prix de Ouest-France
- 2011 (HTC-Highroad, cinque vittorie)

1ª tappa Tour Down Under (Angaston)
2ª tappa Tour of Oman (Al Wutayya)
3ª tappa Parigi-Nizza (Cosne-sur-Loire > Nuits-Saint-Georges)
Milano-Sanremo
8ª tappa Tour of California (Santa Clarita > Thousand Oaks)
- 2012 (Orica-GreenEdge, una vittoria)

3ª tappa Giro d'Italia (Horsens > Horsens)
- 2013 (Orica-GreenEdge, una vittoria)

2ª tappa Tirreno-Adriatico (San Vincenzo > Indicatore)

#### Altri successi
- 2007 (Team CSC)

Eindhoven Team Time Trial (cronosquadre)
- 2008 (Team CSC)

Classifica punti Tour of Britain
- 2011 (HTC-Highroad)

1ª prova Jayco Bay Cycling Classic (Geelong)
4ª prova Jayco Bay Cycling Classic (Williamstown)
Classifica finale Jayco Bay Cycling Classic
Cancer Council Classic (Criterium)
Classifica sprint Tour Down Under
- 2012 (GreenEDGE)

1ª tappa Tirreno-Adriatico (cronosquadre)
- 2014 (Orica-GreenEDGE)

Mitchelton Bay Cycling Classic-Eastern Gardens Criterium

### Pista
- 2004

Campionati del mondo, Americana Juniores
Campionati del mondo, Inseguimento a squadre Juniores
- 2005

Campionati australiani, Inseguimento a squadre (con Nathan Clarke, Mark Jamieson e Stephen Rossendell)
1ª tappa Coppa del mondo, Inseguimento a squadre (Mosca, con Peter Dawson, Ashley Hutchinson e Mark Jamieson)
- 2006

Campionati australiani, Inseguimento a squadre (con Nathan Clarke, Mark Jamieson e Stephen Rossendell)
Campionati del mondo, Inseguimento a squadre (con Peter Dawson, Mark Jamieson e Stephen Wooldridge)

## Piazzamenti

### Grandi Giri
- Giro d'Italia

2009: 131º
2010: ritirato (15ª tappa)
2012: non partito (14ª tappa)
2013: ritirato (16ª tappa)
- Tour de France

2011: 142º
2012: 120º
2013: 152º
- Vuelta a España

2010: 138º
2011: ritirato (2ª tappa)

### Classiche monumento
- Milano-Sanremo

2010: ritirato
2011: vincitore
2012: 15º
2013: ritirato
2015: 79º
- Giro delle Fiandre

2009: 67º
2010: 90º
2011: ritirato
2012: ritirato
2013: ritirato
2015: ritirato
- Parigi-Roubaix

2009: 32º
2010: fuori tempo massimo
2011: ritirato
2015: ritirato

### Competizioni mondiali
- Campionati del mondo su strada

Hamilton 2003 - In linea Juniores: fuori tempo massimo
Verona 2004 - Cronometro Juniores: 22º
Verona 2004 - In linea Juniores: 61º
Salisburgo 2006 - In linea Under-23: 119º
Varese 2008 - In linea Elite: ritirato
Melbourne 2010 - In linea Elite: ritirato
Copenaghen 2011 - In linea Elite: 2º
- Campionati del mondo su pista

Los Angeles 2005 - Inseguimento a squadre: 3º
Bordeaux 2006 - Inseguimento a squadre: vincitore
- Giochi olimpici

Londra 2012 - In linea: 85º